# Смольный собор

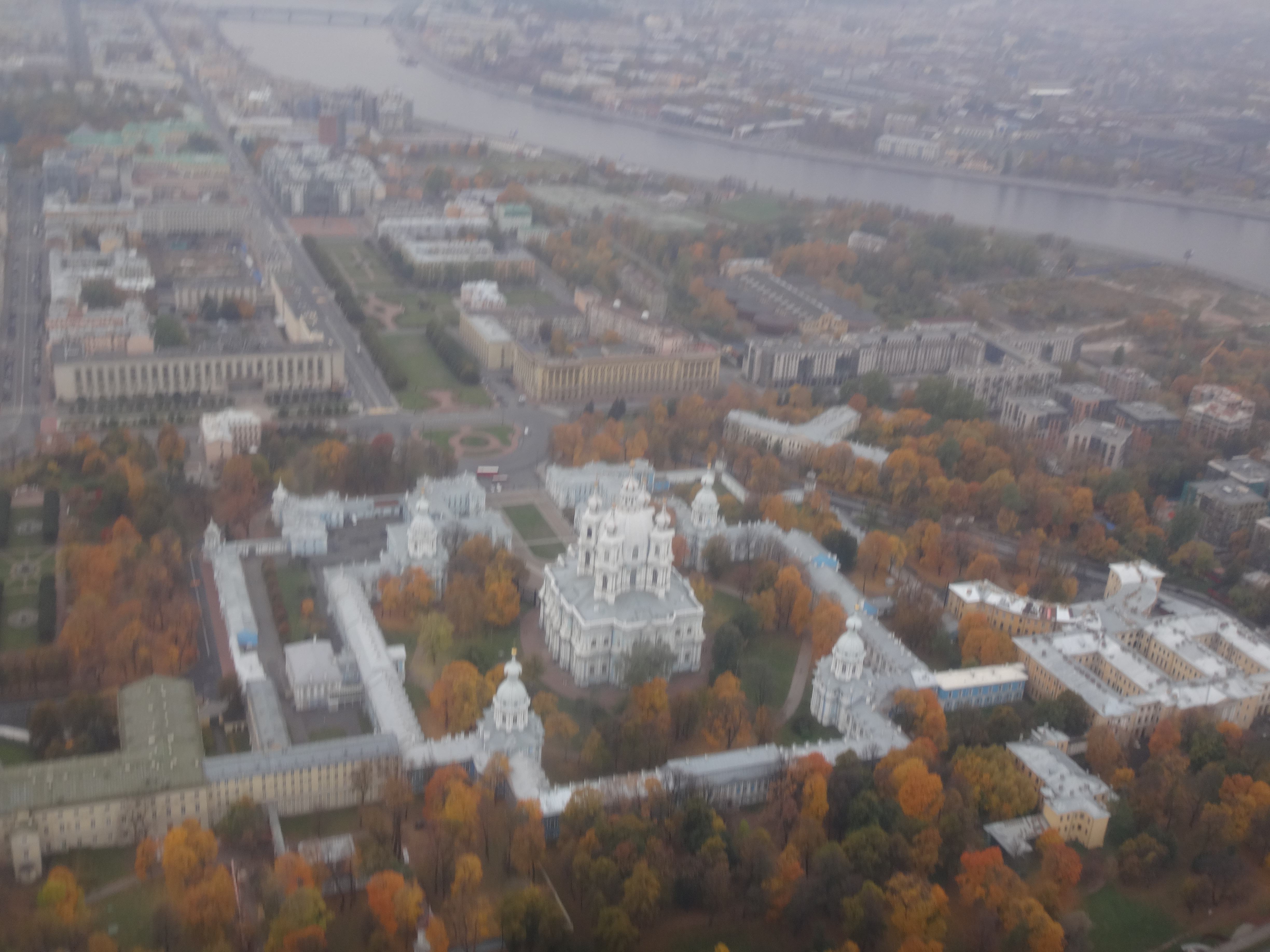
Ансамбль Смольного монастыря с борта вертолёта

Смо́льный собо́р (Воскресе́нский всех учебных заведений Смо́льный собо́р, Собор Воскресения Словущего всех учебных заведений, Воскресения Христова Смольный собор) — православный храм в Центральном районе Санкт-Петербурга. Входит в состав архитектурного ансамбля Смольного монастыря. Воскресенский Смольный собор исторически является храмом учебных заведений Санкт-Петербурга, храмом учащихся, поэтому основным направлением деятельности клира и мирян храма является духовно-нравственное просвещение юношества. С 1990 до 2015 года являлся концертной площадкой классической музыки.
Начиная с 2020 года, «Фонд содействия восстановлению объектов истории и культуры» при поддержке «Газпрома» планирует начать работы по постройке колокольни собора, строительство которой было включено в проект Бартоломео Растрелли, но не реализовано. Колокольня высотой 175 метров может стать самой высокой постройкой в центре города. По состоянию на 2023 год работа над проектом не начата, о сроках и точных планах его реализации неизвестно. Совет по сохранению культурного наследия Петербурга рекомендовал найти альтернативное историческому место.

## История

### Строительство собора
В 1740-е годы Елизавета Петровна объявила члену Синода архиепископу Симеону, что желает на месте «Смольного дома» (дворца, в котором она прожила своё детство) построить величественный монастырь, где в тишине и покое завершит свои дни. В монастырский комплекс должны были войти храм с домовыми церквями и колокольней и институт для девушек из дворянских семей. Составление планов, фасадов и смет было поручено придворному обер-архитектору Бартоломео Франческо Растрелли.
Торжественная церемония закладки собора состоялась 30 октября 1748 года. Архиепископ Симеон отслужил молебен в церкви Конной гвардии и, в присутствии императрицы обойдя с крестами вокруг «смоляного дома», положил основание новому монастырю, названному по соборному храму — Воскресенским новодевичьим монастырём. Строителем был определён бригадир Яков Андреевич Мордвинов, к которому в подчинение поступили пожалованные государыней ингерманландские земли, принадлежавшие генералу Ульяну Сенявину, деревня Версилка с угодьями и крестьянами, а также пустопорожние земли по рекам Лаве и Кавралке.

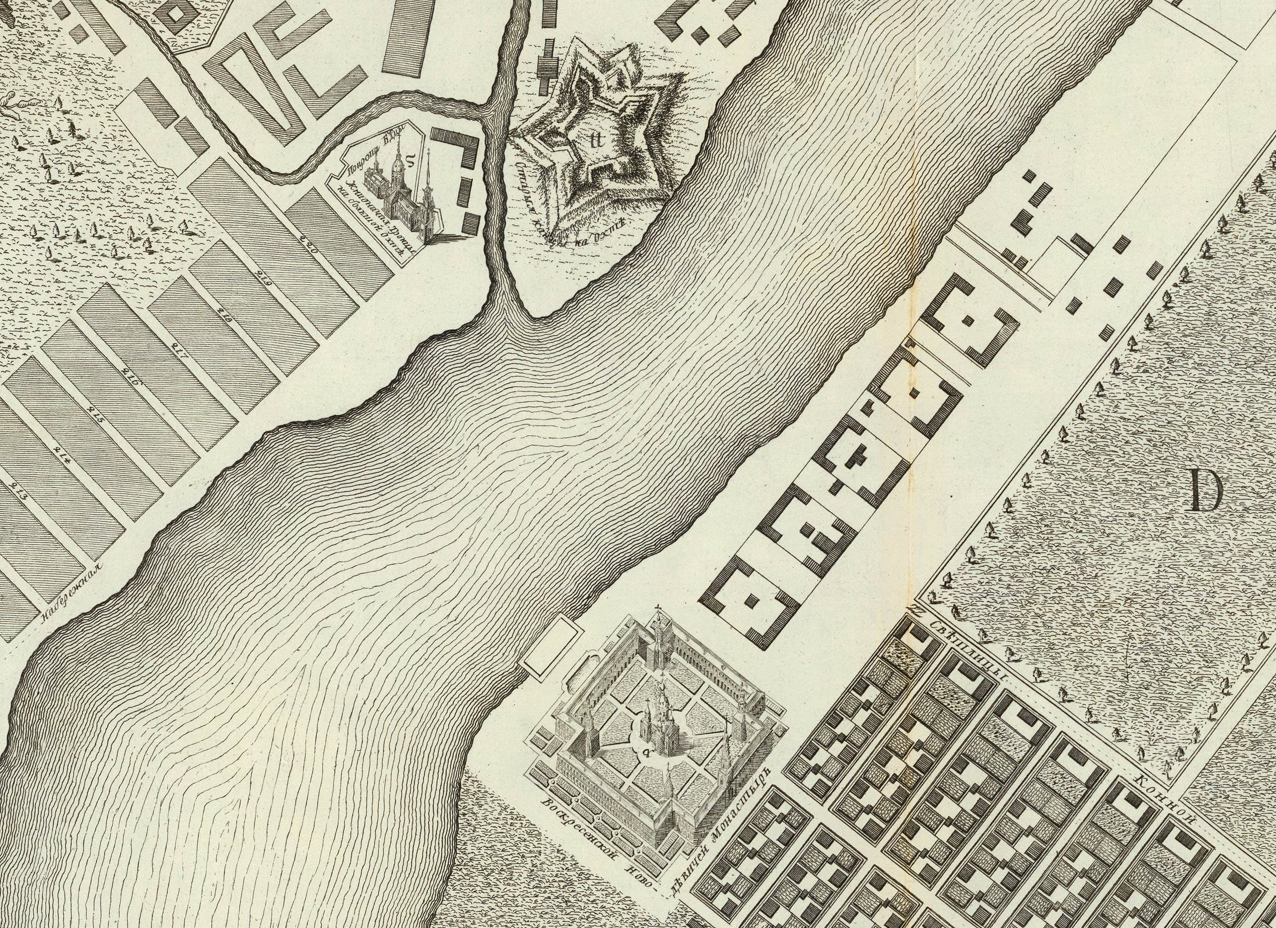
Воскресенский новодевичий монастырь (Смольный собор) и Ниеншанц на плане С-Петербурга 1753 г.

С 1749 года, в качестве помощника Растрелли, строительство Смольного собора курировал Христиан Кнобель. К 1751 году были закончены все подготовительные работы и все фундаменты, началось возведение самого собора. Строительство велось с небывалым размахом, финансирование из казны было щедрым и регулярным. Тысячи солдат и мастеровых были согнаны для забивки свай под фундамент и кладки стен. На строительстве Смольного собора ежедневно было занято до 2000 солдат Петербургского и Кронштадтского гарнизонов, а также 1500 мастеров из Ярославской и Костромской губерний «за плату в три копейки в день». «Архитектурный ученик» Данило Матвеев контролировал качество и принимал строительные материалы, изготовленные на невских, сясьсских, олонецких и уральских заводах. Лепные работы для Смольного собора выполняли братья Джани, П. Цег (Цега), Ф.-М. Ламони, И. Финстервальтер, Дж.-Б. Гусени, И. Г. Фоэст.
Собор строили очень быстро, уже готовили церковную утварь, в Москве отлили колокола, Растрелли выполнил проекты иконостасов, однако с началом Семилетней войны с Пруссией из-за недостаточного финансирования строительные работы замедлились. При Елизавете Петровне соборная церковь Воскресения выполнена безо всякой отделки, вчерне. После смерти Елизаветы Петровны работы постепенно остановились. С 1762 года, после отъезда Растрелли в Италию, главным архитектором Смольного собора был назначен Юрий Фельтен. Из-за нехватки средств для сооружения здания училища внутренняя отделка собора не была завершена. Было окончательно решено не строить колокольню на уже подготовленных фундаментах. Фасад собора оштукатурил каменных дел мастер Эрком Казаспра. Модели украшений для церковных глав выполнил скульптор Франческо Ре. Модели скульптурных украшений для фасадов собора по рисункам Растрелли исполнил П. Цег (Цега). Их установка завершена в 1768 году. Собор оставался недостроенным почти 70 лет, и его состояние постоянно ухудшалось. Трещины на сводах грозили обрушениями, высокие подвалы были затоплены водой.

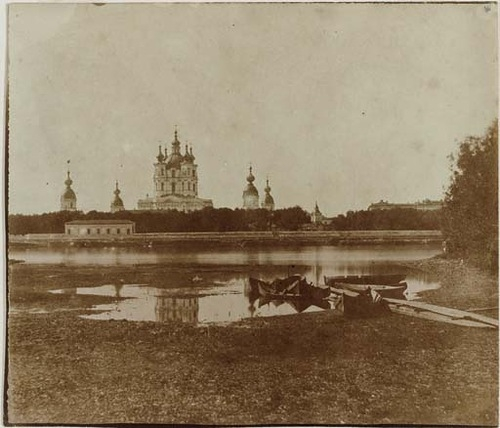
Смольный монастырь, фотография 1852 года

В конце 1820-х годов по указанию Николая I начались работы по окончательной достройке храма. В марте 1828 года министр внутренних дел граф Василий Ланской объявил конкурс на проект оформления Смольного собора. Спустя четыре года последовало повеление императора Николая I о достройке Смольного собора по переработанному проекту Василия Стасова. В первую очередь выполняли важнейшие каменные работы по исправлению здания: заделали трещины в стенах, сводах, арках, заменили повреждённые кирпичи. Очистили от воды и мусора подвалы. Исправили повреждения в кровле. Купол и главы покрыли белым цинковым железом. Фасады собора были окрашены в жёлтый цвет; купола храма и угловых церквей — по желанию Николая I — лазоревой краской с золочёными звёздами. В дополнение к восьми старым колоколам, которые «служили звоном» в малых церквах монастыря, были отлиты двенадцать новых. В январе 1832 года в соборе установили деревянную модель иконостаса в натуральную величину «для верного усмотрения и эффекта оного».
«С величайшим трудом», как вспоминал позже Стасов, в стенах пробивали трубы для печей — по проекту Растрелли собор строился «холодным». Полы выстлали ревельской плитой, мраморные ступени и площадки для алтарей выполнили на екатеринбургских заводах. Из лиственницы изготовили двери и оконные рамы, установили чугунные хоры с решётками. Стены оштукатурили и окрасили в белый цвет, колонны и цоколи пилонов облицевали белым искусственным мрамором. Все работы были выполнены за три года, собор был достроен в 1835 году.

### До революции 1917 года
20 июля 1835 года Митрополит Новгородский и Санкт-Петербургский Серафим освятил храм. Северный придел был освящён во имя святой праведной Елизаветы, в память основательницы монастыря, императрицы Елизаветы Петровны, южный — во имя святой Марии Магдалины, в память императрицы Марии Фёдоровны.
По утверждённому в 1835 году императором Николаем I «Положению о соборе», храм получил статус собора всех учебных заведений в память матери императора, покровительницы юношества, императрицы Марии Федоровны. На его алтарной стене золотыми буквами значились названия всех школ и институтов, входивших в Ведомство учреждений императрицы Марии Фёдоровны, и все воспитанники и учащиеся ежегодно собирались в храме на торжественных молебнах и богослужениях.
Собор обеспечивался из средств Государственного Казначейства и был приписан к Ведомству учреждений императрицы Марии, ему был выделен приход из жителей близлежащей округи.
Почти 90 лет в храме регулярно совершались богослужения. Особенно торжественной службой был отмечен день святой равноапостольной Марии Магдалины — 22 июля (4 августа, по-новому стилю), когда в храм приезжала императорская фамилия, собирались начальницы и учащиеся женских учебных заведений города, в том числе возникшего в 1764 году в монастырских корпусах, окружающих собор, первого высшего женского учебного заведения России — Воспитательного общества благородных девиц.

### После революции 1917 года
После революции 1917 года храм перешёл в управление церковной двадцатки. 7 октября 1922 года было принято решение Петросовета о закрытии собора. Просьбы верующих о возвращении храма не были удовлетворены и в 1923 году Смольный собор был закрыт. 20 апреля 1922 года, за год до принятия решения о закрытии собора, из него было изъято всё церковное имущество.
После закрытия собор использовался как склад декораций. В подвалах собора был открыт бункер, который во время Великой Отечественной войны использовался Андреем Ждановым. Позднее бункер был оснащён противоатомной защитой. После окончания Великой Отечественной войны в соборе ещё сохранялись полуразрушенный иконостас, фрагменты кафедры и Царского места. В 1967 году началась реконструкция собора, после которой здесь разместили экспозицию Музея истории Ленинграда «Ленинград сегодня и завтра», повествующую о текущих достижениях и перспективах развития города. Иконостас собора был демонтирован только в 1972 году, когда страна отмечала 50-летие образования Советского Союза.
В 1990 году в соборе был открыт концертно-выставочный зал. В июле 2001 года во время урагана с центрального купола собора упал шестиметровый золочёный крест, в крест попала молния, его основание надломилось, и крест вонзился в кровлю. 12 апреля 2004 года крест был возвращён на место после реставрации.
Летом 2004 года Смольный собор вошёл в состав Государственного музея-памятника «Исаакиевский собор», куда входили кроме Исаакиевского и Смольного соборов также Сампсониевский собор на Выборгской стороне и церковь Воскресения Христова (храм Спаса-на-Крови). В Смольном соборе проводились концерты хоровой музыки силами хора самого собора, академического Хора любителей пения при Государственной академической хоровой Капелле Санкт-Петербурга и др. Было закуплено и установлено светомузыкальное и проекционное оборудование, включая небольшой современный орган. Был открыт доступ на смотровую площадку с видом на город на верхнем ярусе здания.

### Возвращение в лоно церкви
24 мая 2009 года епископ Гатчинский Амвросий отслужил в Смольном соборе первый после длительного перерыва молебен, а с 2010 года в Смольном соборе совершаются регулярные богослужения. В 2010 году из правого, Елизаветовского, придела собора были вынесены кресла, в приделе был установлен временный иконостас. 7 апреля 2010 года, в праздник Благовещения, спустя 87 лет, в храме была совершена Божественная Литургия. Литургию отслужил митрополит Санкт-Петербургский и Ладожский Владимир (Котляров). Казанский кафедральный собор Санкт-Петербурга подарил для богослужений старинный престол. К этому дню был восстановлен запрестольный образ Богородицы — копия картины Алексея Венецианова, хранящейся в Государственном Русском музее. После этого богослужения в Елизаветовском приделе собора стали совершаться регулярно по воскресным дням.
В 2013 году около собора был освящён 10-тонный колокол, отлитый на фирме «Вера» (Колокололитейный завод Анисимова В. Н.) в Воронеже. Колокол украшен иконографическими изображениями, в нижней части колокола отлиты названия основных вузов Санкт-Петербурга.
В 2015 году было принято окончательное решение о передаче Смольного собора в ведение Русской Православной Церкви
25 января 2016 года, в день святой мученицы Татианы, Смольный собор был передан Русской Православной Церкви. В этот день ректор Санкт-Петербургской духовной академии епископ Петергофский Амвросий совершил в Смольном соборе Божественную литургию. Перед началом Литургии архиепископ Амвросий совершил чин малого освящения храма. Руководитель администрации губернатора Санкт-Петербурга Александр Говорунов передал архиепископу Петергофскому Амвросию и настоятелю Смольного собора протоиерею Петру Мухину историческую реликвию XVIII века — ключ от западных врат собора. В момент торжественного акта к собравшимся обратился директор музея-заповедника «Исаакиевский собор» Н. В. Буров:

«В сто шестьдесят первый Татьянин день мы должны передать ключ от западных врат Смольного собора, собора Воскресения Христова. Некогда город поручил нам подумать об этом великом доме, а ныне мы передаем ключ городу, а город — епархии, епархия же приходу этого замечательного собора» — В Смольном соборе прошли торжества в честь Святой мученицы Татианы и дня российского студенчества

## Архитектура
В плане собор имеет слегка удлинённый (за счёт входного притвора) базиликальный план и три нефа, в целом приближающийся к «греческому кресту», вписанный в такой же «греческий крест» каре монастырских стен с угловыми купольными часовнями по углам.
Собор построен в стиле пышного елизаветинского барокко, окрашен в светлый, мягкий голубой цвет, купола — в серый (изначально вся окраска предполагалась серой с белым и обильной позолотой). В проекте собора Растрелли исходил из идеи центрического храма, имеющего давние традиции в христианской архитектуре Востока и Запада. В качестве ближайшего аналога называют протестантский храм Фрауэнкирхе в Дрездене. Однако императрица требовала традиционно-русский православный храм с пятиглавием, что и выполнил мастер, как это видно на деревянном макете, хранящемся в Музее Академии художеств в Санкт-Петербурге.
Растрелли не просто выполнил требование богомольной императрицы, он глубоко усвоил традиции древнерусского искусства. В процессе проектирования он нашёл смелое решение: почти вплотную придвинул боковые башни-колокольни к центральному куполу. При этом Растрелли не смутили конструктивные издержки: башни, поставленные под углом к центральному барабану, неловко стыкуются, световые проёмы барабана, призванные освещать подкупольное пространство, частично оказываются закрытыми. За счёт смелого приёма архитектор создал цельный образ с мощной динамикой. Эту композицию Растрелли обыграл барочными раскреповками — собранными в пучки колоннами и раскрепованными карнизами. Не случайно контрапунктический принцип формообразования этого шедевра Растрелли сравнивают с фугами Баха. Так типично барочная идея соединилась с традициями древнерусского искусства.
Собор достигает высоты 93,7 м. Апогеем этого движения, по первому замыслу архитектора, должна была стать огромная колокольня, наподобие Ивана Великого в Московском Кремле, высотой 140 м. Зрительный центр ансамбля оказался бы тогда смещённым относительно собора, что согласуется с традицией древнерусских монастырей, где зрительной доминантой является не собор (находящийся внутри монастырских стен), а высокая ярусная колокольня, совмещённая по вертикальной оси с надвратной церковью. Этот обычай Растрелли хорошо знал. Ближайшим аналогом является Новоспасский монастырь в Москве. По мнению И. Э. Грабаря идею общего плана Растрелли заимствовал из проекта Александро-Невского монастыря Д. Трезини.
Колокольня, если бы она была построена, на 18 метров превзошла бы высоту шпиля колокольни Петропавловского собора, и она могла бы стать самым высоким зданием в Европе. Первый ярус колокольни должен был служить триумфальной аркой — парадным въездом в монастырь, второй — надвратной церковью, а в остальных трёх должны были располагаться звонницы. Колокольню должна была завершать маленькая башенка с тремя круглыми окнами и венчающей её главкой с крестом. Колокольню возвели на несколько метров от нулевого уровня, но в впоследствии она была разобрана. В ходе проведения в 2000-х годах археологических изысканий на месте предполагаемой колокольни на глубине около 4 метров был обнаружен фундамент внушительного здания. Под гранитным основанием забито порядка 10 тысяч свай из морёного дуба. Эта находка стала первым реальным подтверждением начала строительства колокольни Растрелли.
Многие исследователи объясняют это исчерпанием государственной казны из-за Семилетней войны. Однако все остальные строения ансамбля (на первый взгляд менее значимые) Растрелли возвёл, а строительство колокольни приостановил ещё в 1756 году, до вступления России в Семилетнюю войну в августе 1757 года.
Заметив на макете конструктивное несовершенство проекта собора, Растрелли исправил его. Архитектурно-конструктивные решения, на которых остановил свой выбор Растрелли, заметно отличаются от представленных в макете. Однако это касается самого собора, а не колокольни.
В целом ансамбль Смольного монастыря не был завершён. Отсутствуют многие декоративные детали, интерьеры также не были завершены. Внутреннюю отделку выполнил архитектор Василий Стасов в 1832—1835 годах. Однако даже не испытывающие пиетета к стилю барокко профессиональные зодчие отдавали должное творению Ф. Б. Растрелли. Согласно легенде, архитектор Джакомо Кваренги, представитель екатерининского классицизма последующей эпохи, несмотря на свой непримиримый характер и откровенную враждебность по отношению к творчеству Растрелли, останавливался напротив главного входа в Смольный собор, поворачивался к нему лицом, снимал шляпу и восклицал восторженно и уважительно: «Ecco una chiesa!» («Вот это храм!»).

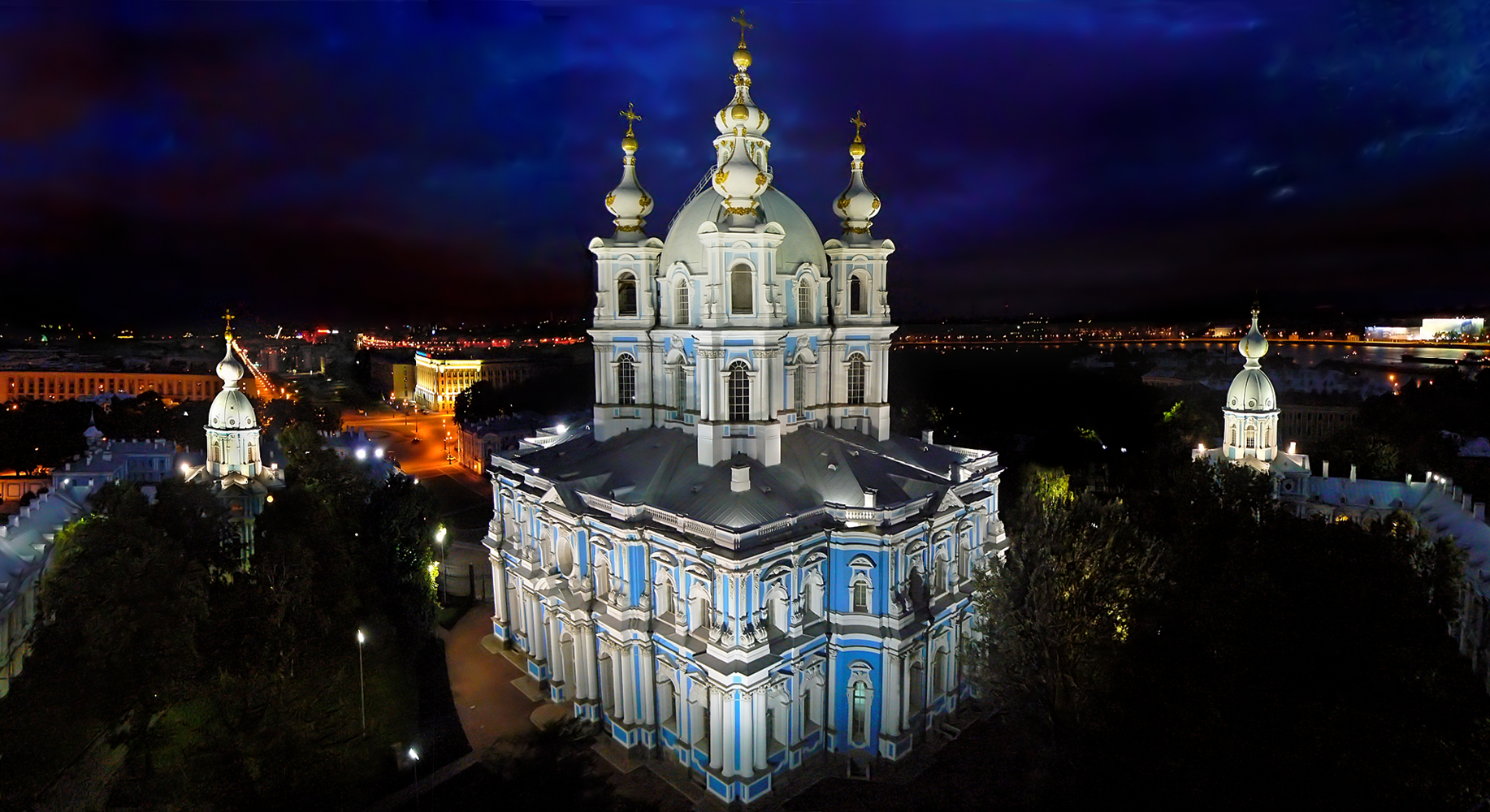
Смольный собор ночью
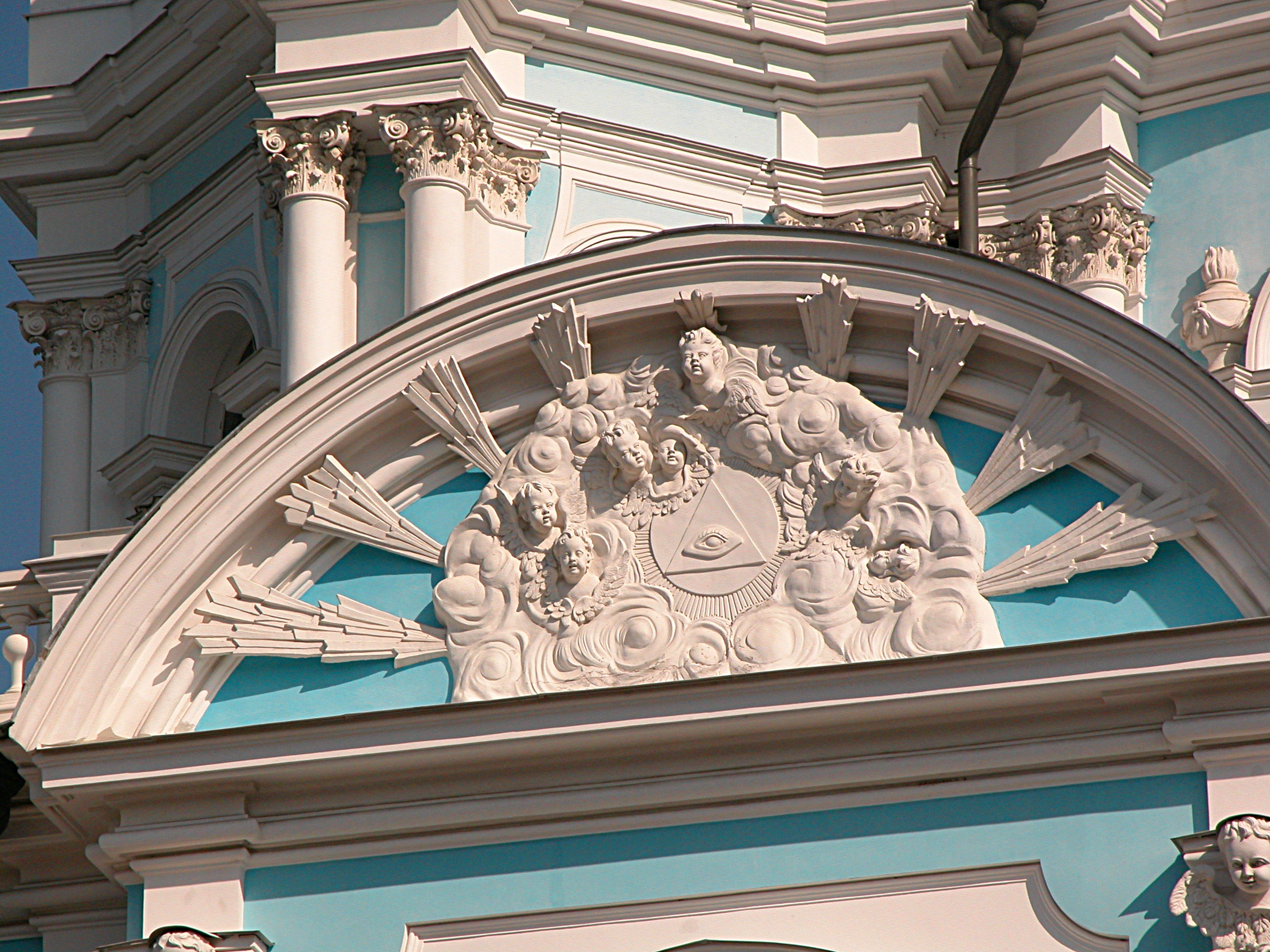
Тимпан
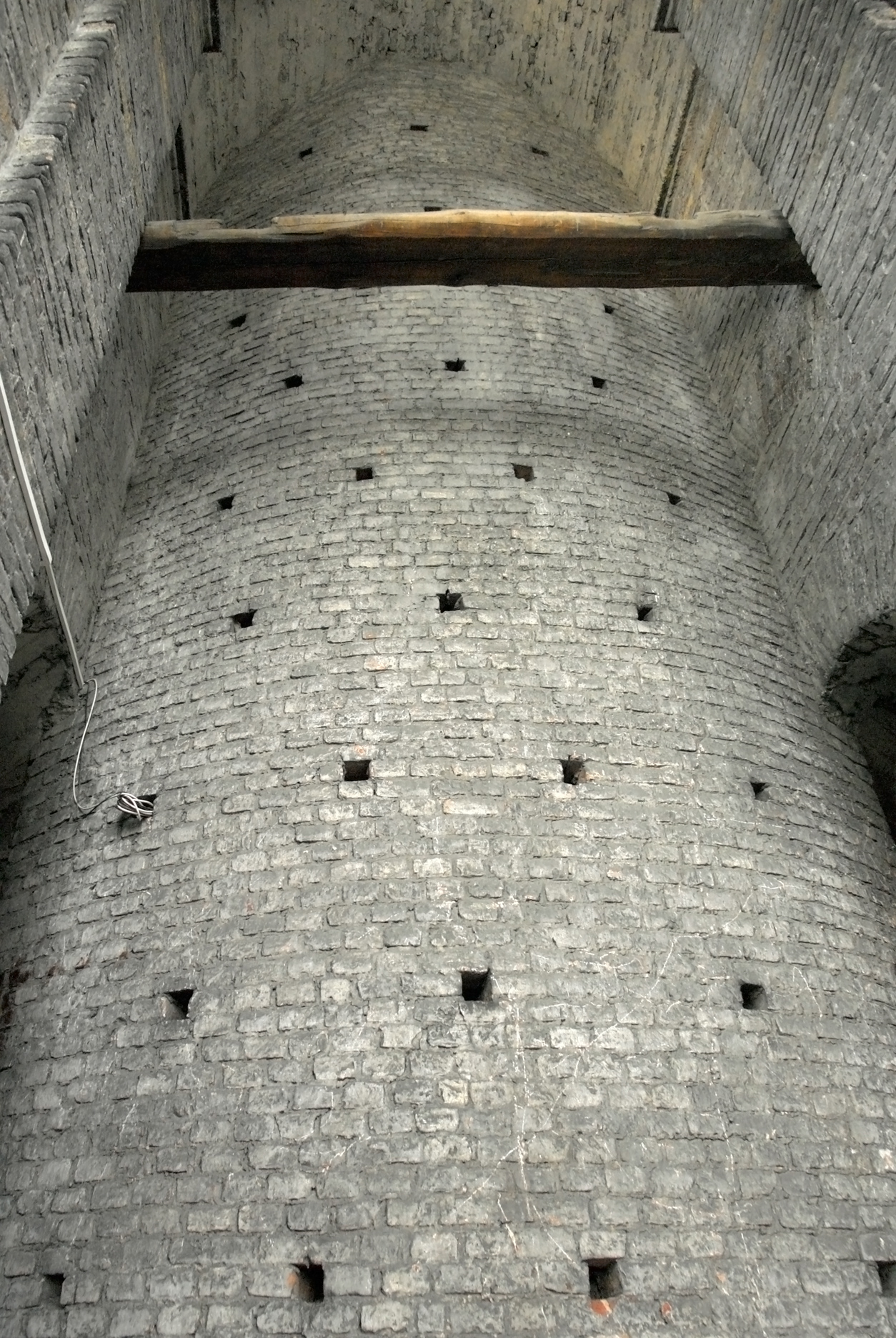
Внутренняя башня
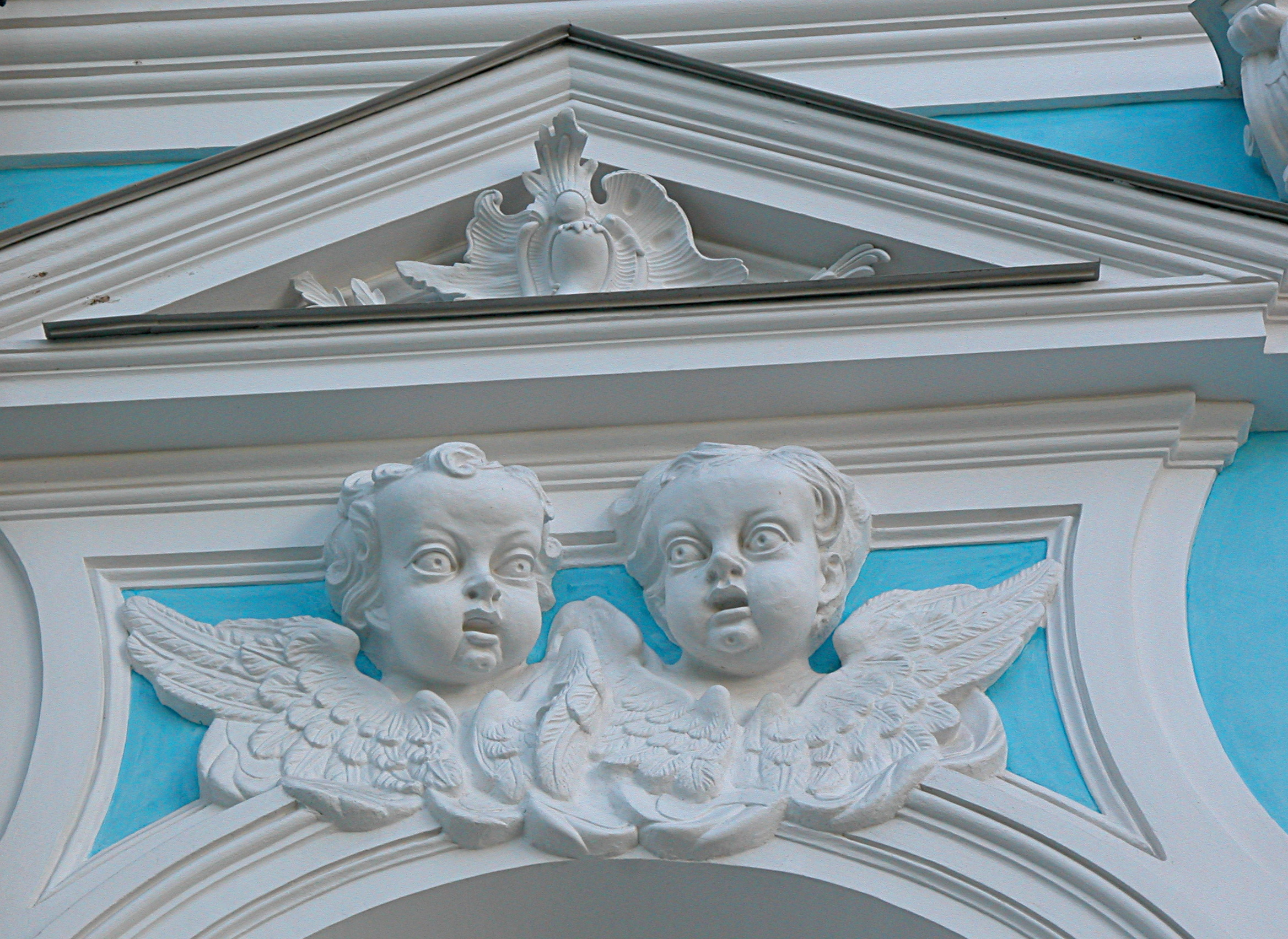
Ангелы
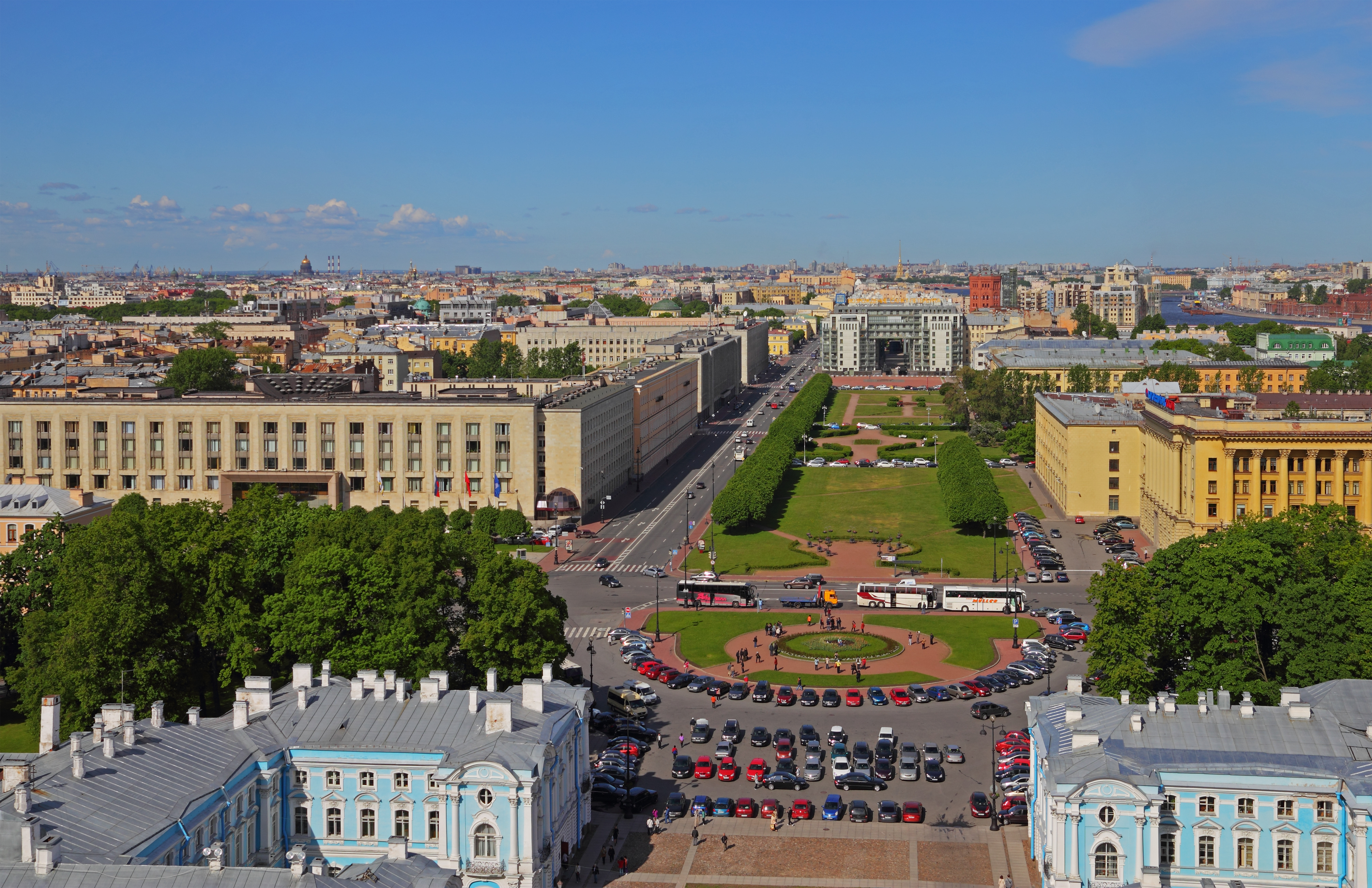
Вид со смотровой площадки собора на площадь Растрелли

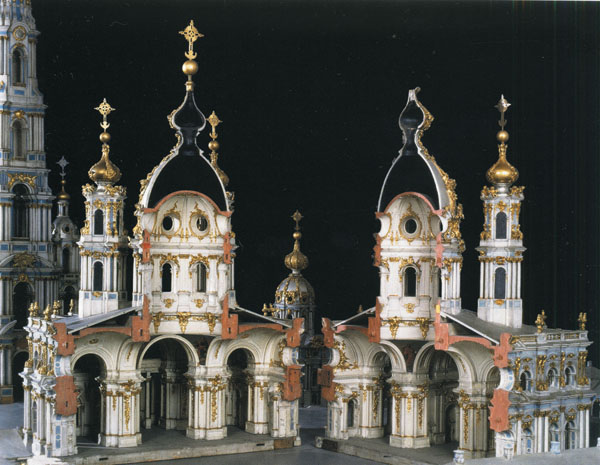
Раскрытый макет Смольного собора
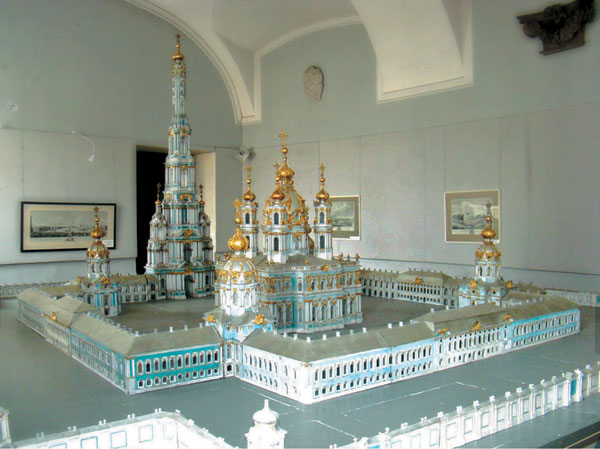
Макет, созданный бригадой Я. Лоренцо под руководством Х. Кнобеля

## Концертный хор Санкт-Петербурга
В 1991 году при концертно-выставочном зале «Смольный собор» был создан камерный хор, получивший наименование Камерный хор Смольного собора. В 2015 году, после того как Смольный собор был передан церкви Камерный хор Смольного собора лишился места своего базирования и был вынужден сменить название. С 1 мая 2016 года хор носит новое название — Концертный хор Санкт-Петербурга.
Хор под руководством Владимира Беглецова и оборудование для концертов после долгих поисков помещения предложили разместить в зале здания дореволюционной Городской думы на Невском проспекте, которое было отреставрировано по заказу Сбербанка для находящегося в здании Думы одного из подразделений данного финансового учреждения; в части думского здания ранее располагалась переехавшая затем в Выборгский район города городская Государственная филармония для детей и юношества под руководством артиста Юрия Томошевского.

## Памятные медали
В память освящения Смольного собора в 1835 году в Санкт-Петербурге была выпущена бронзовая памятная медаль, изображающая фасад собора с флигелями, с надписью: «1748-1835, окончен в память Императрицы Марии Федоровны» с одной стороны, и Христа Спасителя в храме, благословляющего детей, — с другой стороны.
В 2010 году в честь 175-летнего юбилея Смольного собора Санкт-Петербургский монетный двор выпустил памятную медаль. Также к юбилею был выпущен специальный конверт.